# روجرز بليس
روجرز بليس (بالإنجليزية: Rogers Place)‏ هي ساحة داخلية متعددة الاستخدامات في إدمونتون، ألبرتا، كندا.